# Козловский, Игнатий Игнатьевич
Игнатий Игнатьевич Козловский (бел. Ігнат Ігнатавіч Казлоўскі; 15 февраля 1917, Великие Прусы — 9 июня 1962, Минск) — полковник Советской Армии, участник Великой Отечественной войны, Герой Советского Союза (1945).

## Биография

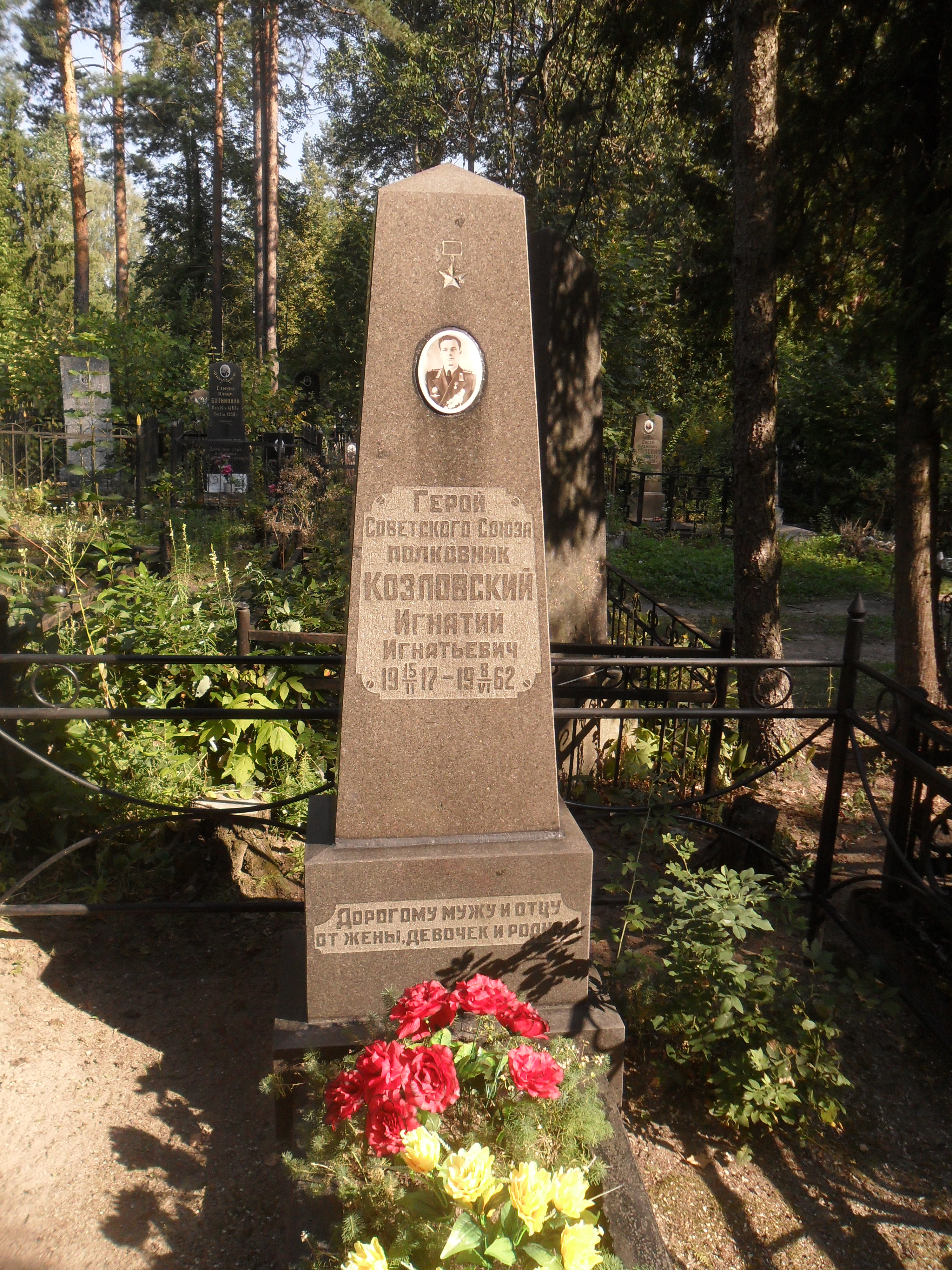
Могила Козловского на Восточном кладбище Минска.

Игнатий Козловский родился 15 февраля 1917 года в деревне Большие Пруссы (ныне — Копыльский район Минской области Белоруссии). В 1935 году он окончил девять классов школы. В 1936 году Козловский был призван на службу в Рабоче-крестьянскую Красную Армию. В 1939 году он окончил Сталинградское военное авиационное училище лётчиков. С ноября 1941 года — на фронтах Великой Отечественной войны. В 1943 году он окончил курсы усовершенствования офицерского состава.
К концу войны капитан Игнатий Козловский был штурманом 996-го штурмового авиаполка 224-й штурмовой авиадивизии 8-й воздушной армии 4-го Украинского фронта. За время своего участия в боях он совершил 120 боевых вылетов на штурмовку и воздушную разведку скоплений боевой техники и живой силы противника, доставку боеприпасов и вывозу раненых из окружения под Вязьмой.
Указом Президиума Верховного Совета СССР от 18 августа 1945 года за «образцовое выполнение боевых заданий командования по уничтожению живой силы и техники противника и проявленные при этом мужество и героизм» капитан Игнатий Козловский был удостоен высокого звания Героя Советского Союза с вручением ордена Ленина и медали «Золотая Звезда» за номером 8883.
После окончания войны Козловский продолжил службу в Советской Армии. В 1960 году в звании полковника он был уволен в запас. Проживал в Минске. Умер 9 июня 1962 года.
Был также награждён четырьмя орденами Красного Знамени, орденами Александра Невского и Красной Звезды, рядом медалей.

## Награды и звания
- Герой Советского Союза (18.08.1945)
- Орден Ленина
- Медаль «Золотая Звезда»
- Орден Красного Знамени
- Орден Александра Невского
- Орден Красной Звезды
- Ряд медалей

## Память
В честь Козловского установлен его бюст в Больших Пруссах.